# Däwrenbek Täjimbetov
Däwrenbek Täjimbetov (in kazako Дәуренбек Тәжімбетов?; in russo Дауренбек Тажимбетов?, Daurenbek Tažimbetov; 2 luglio 1985) è un calciatore kazako, attaccante dell'Ordabası.